# ナイロン100℃
ナイロン100℃（ナイロンひゃくどシー・NYLON100℃）は、日本で活動する劇団。ケラリーノ・サンドロヴィッチ（KERA）が主宰を務め、大半の作品で劇作・演出を手がける。1993年活動開始。東京都を拠点としている。
主な所属俳優に犬山イヌコ、みのすけ、峯村リエ、三宅弘城、松永玲子、大倉孝二など（詳しくは在籍メンバー節参照）。

## 概要
- ロックバンド「有頂天」のボーカリストだったKERAを中心に公演を行っていた「劇団健康」を前身として、メンバーが再集結。1993年8月、1st SESSIONとして、インタラクティブテクノ活劇『予定外』を下北沢・本多劇場にて上演した。旗揚げ時のメンバーはKERAに、犬山犬子（現・犬山イヌコ）、みのすけ、峯村リエ、三宅弘城、今江冬子、藤田秀世、手塚とおる（のち脱退）ら[1]。劇団名は「ナイロン100%」という、渋谷にあったニュー・ウェイヴのライブを行う喫茶店の名前に由来する。
- 初期には“演劇ユニット”と称していたが、1998年ごろから実質的に劇団と同等の形態で運営されている。
- 所属俳優を主要な配役に充てるとともに、客演として他劇団や舞台・映像作品で活動する俳優なども迎え、近年は1,2年に1本程度の公演を行っている。
- 1998年上演の『フローズン・ビーチ』により、KERAが第43回岸田國士戯曲賞を受賞した[2]。また、2018年の『百年の秘密』（再演）が第26回読売演劇大賞・最優秀作品賞を受賞した[注 1][3][4]。

## 製作・マネージメント態勢
- ナイロン100℃の公演企画・製作会社として、KERAが代表を務めた「株式会社シリーウォーク」がある。ナイロン名義の公演のほか、KERAの別ユニットである「KERA・MAP」などプロデュース公演の企画も手がけていた。KERAやみのすけが参加していたバンド「LONG VACATION」のライブにも携わった。
- 製作に加えてメンバーのマネージメント業務もシリーウォークが兼ねており、KERA自らが会社経営にも関わっていたため公演製作に支障をきたすようになる。このためシリーウォークからマネージメント機能を分離させ、俳優事務所「ダックスープ」を設立した。社名の「シリーウォーク」はモンティ・パイソン、「ダックスープ」はマルクス兄弟の作品タイトルからとられている。
- 2008年、劇団およびKERA自身のマネージメント業務を芸能事務所「キューブ」に移管した[5]。
- ナイロンのメンバーでダックスープ所属ではない者も多く、メンバーのマネージメント事務所はまちまちである。一方ダックスープにはナイロンへの出演経験がない俳優も多数所属している。

## 作風
劇団健康時代は設定不明のナンセンスギャグを主体とした作品を上演しており、当初ナイロンでもこの流れを汲んでいた。のちにはナンセンスやコメディ的な発想を持ち味としつつ、ストーリー性にも重きが置かれるようになり、展開・構成など緻密に練られた趣向が取り入れられている。

### シリアス・コメディ
通常、喜劇はブロードウェイものと、シチュエーション・コメディ、かつてKERAが得意としたナンセンス・コメディなどに分類される。これに対し、一般的な感覚では悲劇として扱われるような主題をコメディに仕立てる作風を、KERA自身は「シリアス・コメディ」と呼ぶ。悲劇が派生的に笑いを呼ぶのではなく、確信犯的に笑いを生みだす手法をさす。近年ではナイロン以外のプロデュース公演を含め、KERA作品において常套的にみられるものである。

## 在籍メンバー
（以下の典拠：劇団公式サイトのMember および『ナイロン100℃ シリーワークス』）
- ケラリーノ・サンドロヴィッチ（主宰／劇作家・演出家）

| - 犬山イヌコ - みのすけ - 峯村リエ - 三宅弘城 - 松永玲子 - 安澤千草 - 大倉孝二 - 新谷真弓 | - 廣川三憲 - 村岡希美 - 藤田秀世（1993年退団、2003年復帰） - 喜安浩平 - 吉増裕士 - 植木夏十（2013年より休団、2022年現在は復帰） - 眼鏡太郎 - 猪俣三四郎 | - 水野小論 - 伊与勢我無 - 小園茉奈 - 木乃江祐希 - 大石将弘 〈休団中〉 - 沢田ゆき子（1999年より） 〈在団中に逝去〉 - 長田奈麻（1996年入団、2024年3月14日没） - 今江冬子（旗揚げから参加、2002年より休団。2024年4月30日没） |

## 以前在籍していた主な俳優
- 手塚とおる
- 小林高鹿（現・小林タカ鹿／1997 - 2000年在籍）[8]
- 中西天外（現・中西広和）
- 大山鎬則
- 杉山薫（1998 - 2009年）[9]
- 廻飛雄（現・廻飛呂男／2001 - 2009年）[10]
- 皆戸麻衣（2001 - 2019年4月）[11][12]
- 菊池明明（2008 - 2023年4月）[13][14]
- 森田甘路（2008 - 2023年4月）[15][14]

## 過去の公演
※特記のないものはケラリーノ・サンドロヴィッチによる作・演出。
（参考：公式サイトのPast Play および『ナイロン100℃ シリーワークス』）

### 本公演
劇団公演を「SESSION」と銘打っている。本公演は基本的に「1st SESSION」「2nd SESSION」……を冠する。
- 1st SESSION『インタラクティブテクノ活劇 予定外』（1993年8月）
- 2nd SESSION『SLAPSTICKS』（1993年12月）
- 3rd SESSION『1979』（1994年5 - 6月）
- 4th SESSION『NEXT MYSTERY』（1994年11月）
- 5th SESSION『ウチハソバヤジャナイ ～Version 100℃～』（1995年5月）
- 6th SESSION『4.A.M.』（1995年11 - 12月／タイチ・演出によるアナザー・バージョンを含む）
- 7th SESSION『下北ビートニクス』（1996年5月・大阪〜公演あり）
- 8th SESSION『フリドニア ～フリドニア日記 #1～』（1996年7 - 8月）
- 9th SESSION『ノンストップサクセスストーリー ビフテキと暴走』（1996年9 - 10月）
- 10th SESSION ANNIVERSARY『カラフルメリィでオハヨ '97 ～いつもの軽い致命傷の朝～』（1997年4 - 5月・大阪公演あり）
- 11th SESSION『カメラ≠万年筆』近過去劇二本立て公演～1985～（1997年7 - 8月／12th SESSIONと二本立て）
- 12th SESSION『ライフ・アフター・パンク・ロック』近過去劇二本立て公演～1980～（1997年8月）
- 13th SESSION『フランケンシュタイン ～Version 100℃～』（原作：メアリー・シェリー／1997年12月）
- 14th SESSION『ザ・ガンビーズ・ショウ』（1998年2 - 3月・大阪公演あり） - KERAとともに宮藤官九郎、児島雄一（マギー）、故林広志、ブルースカイが劇作を担当。
- 15th SESSION『フローズン・ビーチ』（1998年8月／第43回岸田國士戯曲賞受賞[2]）
- 16th SESSION『薔薇と大砲 ～フリドニア日記 #2～』（1999年3 - 4月）
- 17th SESSION『テイク・ザ・マネー・アンド・ラン』（1999年9 - 10月・地方公演あり）
- 18th SESSION『テクノ・ベイビー ～アルジャーノン第二の冒険～』（1999年12月 - 2000年1月）
- 19th SESSION『絶望居士のためのコント』（作：いとうせいこう、ブルースカイ、ケラリーノ・サンドロヴィッチ、別役実／2000年3 - 4月）
- 20th SESSION『ナイス・エイジ』（2000年9月／東京都千年文化芸術祭優秀作品賞受賞）
- 21st SESSION『すべての犬は天国へ行く』（2001年4月）
- 22nd SESSION『ノーアート・ノーライフ』（2001年11 - 12月・地方公演あり／タイチ・演出によるアナザー・バージョンを含む）
- 23rd SESSION『フローズン・ビーチ』（再演／2002年7 - 8月・地方公演あり）
- 24th SESSION『東京のSF』（2002年12月）
- ホリプロ×ナイロン100℃ SPECIAL SESSION『ドント・トラスト・オーバー30』（2003年5 - 6月・地方公演あり／ホリプロとの提携公演）
- 25th SESSION 10years Anniversary『ハルディン・ホテル』（2003年11 - 12月・地方公演あり）
- 26th SESSION『男性の好きなスポーツ』（2004年8 - 9月・札幌公演あり）
- 27th SESSION『消失』（2004年12月 - 2005年1月・地方公演あり）
- 28th SESSION『カラフルメリィでオハヨ ～いつもの軽い致命傷の朝～』（再演<劇団健康から通算4演>／2006年4 - 5月）
- 29th SESSION『ナイス・エイジ』（再演／2006年12月）
- 30th SESSION『犬は鎖につなぐべからず ～岸田國士一幕劇コレクション～』（作：岸田國士、潤色・構成・演出：ケラリーノ・サンドロヴィッチ／2007年5 - 6月）
- 31st SESSION『わが闇』（2007年12月 - 2008年1月・地方公演あり）
- 32nd SESSION 15years Anniversary『シャープさんフラットさん』（2008年9 - 10月）
- 33rd SESSION『神様とその他の変種』（2009年4 - 5月・地方公演あり）
- 34th SESSION『世田谷カフカ ～フランツ・カフカ「審判」「城」「失踪者」を草案とする～』（2009年9 - 10月）
- 35th SESSION『2番目、或いは3番目』（2010年6 - 7月・地方公演あり）
- 36th SESSION『黒い十人の女 ～version100℃～』（原作：和田夏十<市川崑監督の1961年映画作品>／2011年5 - 6月）
- 37th SESSION『ノーアート・ノーライフ』（再演／2011年11 - 12月・地方公演あり）
- 38th SESSION『百年の秘密』（2012年4 - 6月・地方公演あり）
- 39th SESSION『デカメロン21 ～或いは、男性の好きなスポーツ外伝～』（26th SESSION『男性の好きなスポーツ』を改稿・再演／2013年2 - 3月）
- 40th SESSION『わが闇』（再演／2013年6月 - 7月・地方公演あり）
- 41st SESSION『パン屋文六の思案 ～続・岸田國士一幕劇コレクション～』（作：岸田國士<会話劇7作をコラージュした作品>、構成・演出：ケラリーノ・サンドロヴィッチ／2014年4 - 5月）
- 42nd SESSION『社長吸血記』（2014年9 - 11月・地方公演あり）
- 43rd SESSION『消失』（再演／2015年12月）
- 44th SESSION『ちょっと、まってください』（2017年11 - 12月・地方公演あり）
- 45th SESSION『百年の秘密』（再演／2018年4 - 5月・地方公演あり。第26回読売演劇大賞・最優秀作品賞受賞[注 1][3]）
- 46th SESSION『睾丸』（2018年7 - 8月・地方公演あり）

（この間、2020年冬にザ・スズナリにて公演が予定されていたが、「予定劇場の客席、楽屋、作業動線などを検証した結果、今回はソーシャルディスタンスの保持が困難である」との理由で同年10月、中止が発表された）
- 47th SESSION『イモンドの勝負』（2021年11 - 12月・地方公演あり）
- 48th SESSION『Don't freak out』（2023年2 - 4月・地方公演あり）[17]
- 49th SESSION『江戸時代の思い出』（2024年6 - 8月・地方公演あり） [18]

### 番外公演
番外公演は基本的に「Side SESSION #○」を冠する。
- Side SESSION #1『喜劇 箸の行方』（1994年7月）
- Side SESSION #2『カメラ≠万年筆』（1995年8 - 9月）
- Side SESSION #3 三宅弘城ソロ・レイトショー『悟空先生対アメリカ先生』（作・演出・出演：三宅弘城、構成・監修：ケラリーノ・サンドロヴィッチ／1995年8 - 9月）
- Side SESSION SPECIAL『アリス・イン・アンダーグラウンド』（1996年3月）
- Side SESSION #4『インスタント・ポルノグラフィ』村上龍「ラブ&ポップ」谷崎潤一郎「鍵」山田太一「早春スケッチブック」他より（1997年6月）
- Side SESSION #5『吉田神経クリニックの場合』（原作：別役実「受付」、モンティ・パイソン「モンティ・パイソンズ・フライング・サーカス」／1998年5月）
- Side SESSION #6『Φ（ファイ）』（1998年6 - 7月）
- Side SESSION SPECIAL『偶然の悪夢』（原作：ギュンター・アイヒ<放送劇「夢」>／1998年10月）
- Side SESSION #7『イギリスメモリアルオーガニゼイション』（作・構成・演出・出演：大倉孝二、ブルースカイ、峯村リエ、村岡希美／1998年10月）
- Side SESSION #8『ロンドン→パリ→東京』（1999年1月）
- Side SESSION #9・若手公演『すなあそび』（作：別役実／2005年3月）
- Side SESSION #10『亀の気配』（作・演出：喜安浩平、監修・脚色・演出協力：ケラリーノ・サンドロヴィッチ／2010年9月）
- Side SESSION #11『持ち主、登場』（作・演出・出演：大倉孝二、峯村リエ、村岡希美、KENTARO!!、ブルースカイ／2012年2月）
- Side SESSION #12『ゴドーは待たれながら』（作：いとうせいこう、演出：ケラリーノ・サンドロヴィッチ、出演：大倉孝二／2013年4 - 5月・地方公演あり）
- 日本の演劇人を育てるプロジェクト 新進演劇人育成公演 俳優部門『SEX,LOVE&DEATH 〜ケラリーノ・サンドロヴィッチ短編三作によるオムニバス〜』（作・演出：ケラリーノ・サンドロヴィッチ＋ナイロン100℃／2013年10月）

### シリーウォーク・プロデュース
- SILLYWALK PRODUCE KERA MEETS M.BETSUYAKU『病気』（作：別役実／1997年10月）

## 出演番組

### ラジオ
- ナイロン100℃のオールナイトニッポンR - 2018年3月10日（土曜日）深夜／ニッポン放送ほか全国ネット[19]

## 関連書籍
劇団の旗揚げ25周年を記念し、2018年4月、書籍『ナイロン100℃ シリーワークス』（白水社 ISBN 978-4-560-09417-4）が刊行された。